# Falling Down (film)
Falling Down is een Amerikaans thriller-drama uit 1993 geregisseerd door Joel Schumacher. De film werd genomineerd voor de Gouden Palm op het filmfestival van Cannes 1993.

## Verhaal
Een benauwend warme dag, je baan kwijt en dan ook nog eens in de file staan terwijl je op weg bent naar de verjaardag van je dochter bij je ex-vrouw thuis. Het is, kortom, niet de dag van William 'D-FENS' Foster (Michael Douglas). Hij besluit het heft in eigen handen te nemen, stapt uit zijn auto, ontspoort langzaam maar zeker volledig, en laat een spoor van vernedering, wanhoop en bloedvergieten achter zich. De introverte en bijna gepensioneerde agent Prendergast (Robert Duvall) zal D-FENS moeten stoppen, voordat er nog meer tragische gebeurtenissen plaatsvinden.

## Rolverdeling
| Acteur           | Personage                          |
| ---------------- | ---------------------------------- |
| Michael Douglas  | William 'D-Fens' Foster            |
| Robert Duvall    | Detective Prendergast              |
| Barbara Hershey  | Elizabeth 'Beth' Travino           |
| Tuesday Weld     | Amanda Prendergast                 |
| Rachel Ticotin   | Detective Sandra Torrez            |
| Frederic Forrest | Nick, The Nazi Surplus Store Owner |
| Lois Smith       | Mrs. Foster, Williams moeder       |
| Joey Hope Singer | Adele Foster-Travino               |
| Raymond J. Barry | Captain Yardley                    |
| Karina Arroyave  | Angie                              |

1. ↑  (en)   Falling Down op Box Office Mojo